# Aeropuerto Internacional de Palenque
El Aeropuerto Internacional de Palenque (Código IATA: PQM - Código OACI: MMPQ - Código DGAC: PQM) es un aeropuerto localizado a 5 kilómetros de la ciudad de Palenque, Chiapas, México. Anteriormente era operado por el Grupo Aeroportuario de Chiapas, la cual era una corporación estatal, desde 2022 es operado por la empresa Olmeca-Maya-Mexica, empresa de la Secretaría de la Defensa Nacional.

## Historia
El Aeropuerto fue incorporado a la Red ASA en 1998 y en 2014 fue entregado al Grupo Aeroportuario de Chiapas. A partir de abril de 2011 se comenzó con la construcción de la primera fase del Nuevo Aeropuerto de Palenque.
El Nuevo Aeropuerto Internacional de Palenque (AIP) fue inaugurado el 12 de febrero de 2014 por el presidente de México, Enrique Peña Nieto, y el gobernador de Chiapas Manuel Velasco Coello.
Aunque desde su inauguración se le conoce como un Aeropuerto Internacional, fue hasta el 16 de diciembre de 2016 cuando obtuvo esta categoría oficialmente.
Tuvo una inversión de $1,269 millones de pesos, recursos de origen federal y estatal. Esta obra incluye pista de aterrizaje y rodamiento, terminal de pasajeros, planta de tratamiento de aguas residuales, camino perimetral, arquitectura de paisaje, estacionamiento, torre de control y edificio anexo de autoridades; salvamento y extinción de incendios; casa de máquinas y edificios complementarios, además de un moderno esquema de señalización.
Interjet informó el día de la inauguración que en marzo de 2014 comenzaría a operar la ruta México - Palenque.
El aeropuerto finalmente fue abierto a las operaciones comerciales con la llegada del primer vuelo en la ruta México -  Palenque por parte de Interjet el 13 de marzo de 2014.
La aerolínea Alianza Maya Airways anunció la inmediata incorporación de Palenque dentro de sus rutas y la ampliación de vuelos hacia este sitio turístico desde Tikal, pero nunca se concretó la ruta.
En diciembre de 2017, Calafia Airlines anunció el inicio de operaciones en la ruta Puebla - Tuxtla Gutiérrez - Palenque - Cancún y Cancún - Palenque - Tuxtla Gutiérrez - Puebla, con una frecuencia de 2 vuelos semanales; los vuelos iniciaron el 12 de enero de 2018 y finalizaron el 11 de diciembre de 2018.
En septiembre de 2021, el gobernador Rutilio Escandón anunció que la administración del aeropuerto sería transferida a la Secretaría de la Defensa Nacional (Sedena). En abril de 2022 se le entregó el control del aeropuerto a la empresa estatal Olmeca-Maya-Mexica, dependiente de la Sedena.
En enero de 2023 se anunció la ampliación de las instalaciones por parte de Sedena, dicha ampliación consistirá ampliación de las plataformas de aviación general y comercial, calles de rodaje y franjas de seguridad, construcción de terminal de combustibles, incremento de altura de la torre de control; remodelación del edificio terminal de pasajeros, ampliación del estacionamiento y obras de drenaje en el área del lado aire. Con un monto estimado de inversión de 891 millones de pesos, teniéndose en consideración un plazo de ejecución de un año.

## Información
El aeropuerto tiene una superficie de 201.5 hectáreas aproximadamente y su plataforma para la aviación comercial es de 6,479 metros cuadrados; además tiene tres posiciones y una capacidad horaria de cuatro operaciones nacionales o bien tres operaciones mixtas en una terminal de 250 pasajeros en horario pico y una pista de 2.5 kilómetros de longitud, apta para recibir aviones tipo Boeing 737 y Airbus A320.
Posee estacionamiento propio, con capacidad de 42 lugares. Su horario oficial de operación es de las 09:00 a las 18:00 horas.

## Aerolíneas y destinos

### Pasajeros
| Destinos por aerolínea                              | Destinos por aerolínea | Destinos por aerolínea | Destinos por aerolínea |
| Aerolínea                                           | Destinos               |                        |                        |
| --------------------------------------------------- | ---------------------- | ---------------------- | ---------------------- |
| Mexicana de Aviación                                | Ciudad de México–AIFA  |                        |                        |
| Total: 1 destino (nacional), 1 aerolínea (nacional) |                        |                        |                        |

### Destinos nacionales
Se brinda servicio a 1 ciudad dentro del país a cargo de 1 aerolínea.
| Ciudad de México (NLU) | • |   | 1 |
| Total                  | 1 | 0 | 1 |

## Estadísticas

### Tráfico anual
Datos publicados por la Agencia Federal de Aviación Civil.
| Año  | Operaciones aéreas | cambio en % | Pasajeros Totales | cambio en % |
| 2013 | 692                | n/d         | 1,754             | n/d         |
| 2014 | 1,525              | 120.37%     | 17,304            | 886.54%     |
| 2015 | 1,046              | 31.40%      | 18,148            | 4.87%       |
| 2016 | 896                | 14.34%      | 17,242            | 4.99%       |
| 2017 | 726                | 18.97%      | 14,427            | 16.32%      |
| 2018 | 1,222              | 68.32%      | 17,482            | 21.18%      |
| 2019 | 625                | 48.85%      | 20,666            | 18.21%      |
| 2020 | 516                | 21.10%      | 6,399             | 69.04%      |
| 2021 | 553                | 7.17%       | 1,602             | 74.73%      |
| 2022 | 646                | 16.82%      | 1,602             | 0.0%        |
| 2023 | 895                | 38.54%      | 4,028             | 151.44%     |
| 2024 | 763                |             | 11,127            |             |
| ---- | ------------------ | ----------- | ----------------- | ----------- |

## Aeropuertos cercanos
Los aeropuertos más cercanos son:
- Aeropuerto Internacional Carlos Rovirosa Pérez (101km)
- Aeropuerto Internacional de Ciudad del Carmen (126km)
- Aeropuerto Internacional de Tuxtla (153km)
- Aeropuerto Internacional Mundo Maya (234km)
- Aeropuerto Internacional de Minatitlán (281km)